# Maxat Ayazbayev
Maxat Ayazbayev (né le 27 janvier 1992 à Baktybai) est un coureur cycliste kazakh.

## Biographie
En catégorie junior en 2010, Maxat Ayazbayev est vice-champion d'Asie sur route juniors derrière Alexey Lutsenko et vainqueur du Giro della Lunigiana.
De 2012 à 2014, il fait partie de l'équipe Astana Continental. Il remporte notamment Tour de Bulgarie en 2012. En 2014, il est médaillé de bronze du championnat d'Asie sur route espoirs. En 2015, il devient professionnel au sein de l'équipe Astana.

## Palmarès
- 2010[1]
  - Giro della Lunigiana :
    - Classement général
    - 1re étape

  -  Médaillé d'argent du championnat d'Asie sur route juniors
- 2012
  - Classement général du Tour de Bulgarie
- 2013
  - Trophée international Bastianelli
  - 7e de la Coupe des nations Ville Saguenay
- 2014
  - 2e du Tour du Mexique
  -  Médaillé de bronze du championnat d'Asie sur route espoirs

## Classements mondiaux
| Année            | 2011   | 2012 | 2013 | 2014 | 2015 |
| ---------------- | ------ | ---- | ---- | ---- | ---- |
| UCI World Tour   |        |      |      |      | nc   |
| UCI America Tour |        |      |      | 60e  |      |
| UCI Asia Tour    |        |      |      | 112e |      |
| UCI Europe Tour  | 1 222e | 300e | 289e | nc   |      |